# 윈덤 그랜드 부산
윈덤 그랜드 부산(영어: WYNDHAM GRAND BUSAN)은 대한민국 부산광역시 서구 암남동에 위치한 호텔이다.

## 주변
- 힐스테이트 이진베이시티

## 같이 보기
- 마천루 목록
- 대한민국의 호텔 목록